# Francarville
Francarville är en kommun i departementet Haute-Garonne i regionen Occitanien i södra Frankrike. Kommunen ligger i kantonen Caraman som tillhör arrondissementet Toulouse. År 2022 hade Francarville 185 invånare.

## Befolkningsutveckling
Antalet invånare i kommunen Francarville
Referens:INSEE